# Бриштамак
Бриштама́к (баш. Берештамаҡ) — село в Белорецком районе Республики Башкортостан России. Входит в состав Ассинского сельсовета. Расположено на левом берегу реки Инзер. Проходит железная дорога Карламан — Магнитогорск.

## География

### Географическое положение
Расстояние до:
- районного центра (Белорецк): 158 км,
- центра сельсовета (Ассы): 7 км,
- ближайшего ж.-д. остановочного пункта (ост. пункт 95 км): 0 км.

## Население
| 2002 | 2009 | 2010 |
| ---- | ---- | ---- |
| 261  | ↗317 | ↘283 |

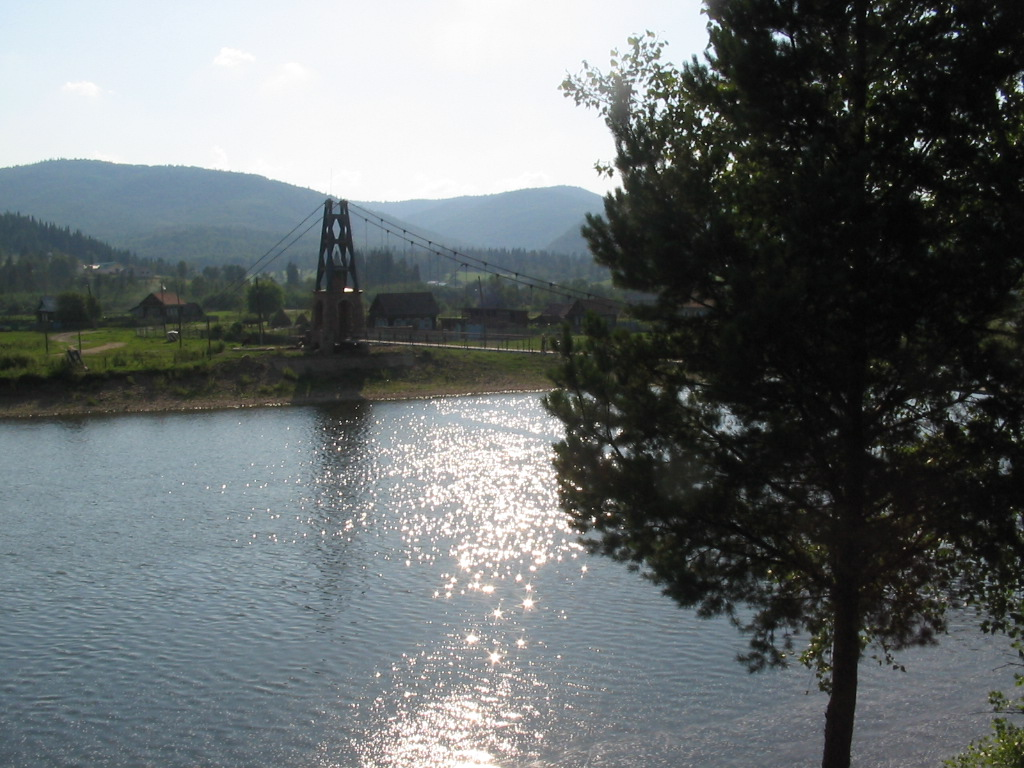
Висячий мост в Бриштамаке

Согласно переписи 2002 года, преобладающая национальность — башкиры (95 %).

## Религия
В селе есть мечеть.